# Maya Kingma
Maya Kingma (* 8. September 1995 in Breda) ist eine niederländische Triathletin. Sie ist zweifache Olympiastarterin (2020, 2024).

## Werdegang

### Olympische Sommerspiele 2020
Bei der verschobenen Austragung der Olympischen Sommerspiele belegte Maya Kingma im Juli 2021 in Tokio mit dem niederländischen Team in der gemischten Staffel den vierten und in der Einzelwertung den elften Rang.
Im Rahmen der Weltmeisterschafts-Rennserie 2021 belegte sie nach dem letzten Rennen (Grand Final) im September den vierten Rang. Bei der Weltmeisterschafts-Rennserie 2022 belegte Maya Kingma als beste Niederländerin den neunten Rang. 2023 beendete sie die Saison mit dem 40. Rang.

## Sportliche Erfolge
| Datum/Jahr    | Rang | Wettbewerb                                | Austragungsort | Zeit     | Bemerkung                                                                     |
| ------------- | ---- | ----------------------------------------- | -------------- | -------- | ----------------------------------------------------------------------------- |
| 17. Mai 2025  | 4    | ITU World Championship Series 2025        | Alghero        | 01:57:46 |                                                                               |
| 5. Aug. 2024  | 10   | Olympische Sommerspiele 2024, Mixed Relay | Paris          | 01:27:37 | in der gemischten Staffel mit Mitch Kolkman, Richard Murray und Rachel Klamer |
| 31. Juli 2024 | 7    | Olympische Sommerspiele 2024              | Paris          | 01:56:53 |                                                                               |
| 14. Juli 2024 | 13   | ITU World Championship Series 2024        | Hamburg        | 00:56:24 |                                                                               |
| 11. Mai 2024  | 47   | ITU World Championship Series 2024        | Yokohama       | 01:59:42 |                                                                               |
| 13. Mai 2023  | 6    | ITU World Championship Series 2023        | Yokohama       | 01:54:40 |                                                                               |
| 14. Mai 2022  | 5    | ITU World Championship Series 2022        | Yokohama       | 01:52:12 |                                                                               |
| 31. Juli 2021 | 4    | Olympische Sommerspiele 2020 Mixed Relay  | Tokio          | 01:24:34 | gemischte Staffel (mit Rachel Klamer, Jorik Van Egdom und Marco van der Stel) |
| 27. Juli 2021 | 11   | Olympische Sommerspiele 2020              | Tokio          | 01:59:16 |                                                                               |
| 10. Juli 2021 | 1    | NED Triathlon National Championships      | Rotterdam      | 02:01:01 | Nationale Meisterin                                                           |
| 6. Juni 2021  | 1    | ITU World Championship Series 2021        | Leeds          | 01:54:26 |                                                                               |
| 15. Mai 2021  | 3    | ITU World Championship Series 2021        | Yokohama       | 01:55:05 |                                                                               |

(DNF – Did Not Finish)